# Kościół Matki Bożej Szkaplerznej w Stalowej Woli
Kościół Matki Bożej Szkaplerznej w Stalowej Woli – neogotycka świątynia położona w Rozwadowie, dzielnicy Stalowej Woli, przy ulicy Piotra Ściegiennego.

## Historia
Pierwsza wzmianka pochodzi z roku 1301 o istniejącej parafii w Charzewicach. Pierwszy kościół w Charzewicach był p.w. św. Mikołaja, spłonął jednak podczas przemarszu wojsk Karola Gustawa w 1656. Następną świątynię p.w. św. Jakuba Apostoła, zbudował ówczesny proboszcz ks. Jakub Piasecki, kanonik kamieniecki. Na przełomie XVII/XVIII w. został przywrócony dawny tytuł p.w. św. Mikołaja. Ten drugi kościół w Charzewicach został zniszczony przez pożar w 1736.
W 1740, z nakazu ówczesnego właściciela Rozwadowa, Jerzego Lubomirskiego, na miejscu obecnego kościoła wybudowano nową drewnianą świątynię. W 1797 na mocy dekretu Józefa II nakazującego likwidację kościoła farnego w mieście, przeniesiono parafię do klasztoru OO. Kapucynów. W 1802 podczas kolejnego pożaru Rozwadowa, kościół spłonął wraz z większością zabudowań miejskich, zdołano jednak ocalić naczynia liturgiczne, obrazy i figury ołtarzowe, które przeniesiono do klasztoru kapucynów. Trudności współpracy parafii z konwentem OO. Kapucynów, spowodowały potrzebę budowy nowej samodzielnej świątyni parafialnej. Poświęcenia placu i prac przy wykopie fundamentów dokonano 28 sierpnia 1899, a wmurowania kamienia węgielnego dokonał dziekan rudnicki, proboszcz Racławic ks. Józef Günter, 8 października 1899. Budowa finansowana m.in. przez Jerzego Ignacego Lubomirskiego odbyła się w latach 1899-1907. Duże zasługi dla jego budowy położył O. Hieronim Ryba.  
Kościół zbudowano w stylu neogotyckim z czerwonej cegły wg. planów skopiowanych z kościoła w Sękowej k. Gorlic, projektu J. Wfrźde z Budapesztu. Bazylikowy układ trzynawowy wzbogacony został dodatkowo o nawę poprzeczną. W ołtarzu głównym znajduje się obraz Matki Boskiej Szkaplerznej Rozwadowskiej pochodzący z czasów mecenatu Lubomirskich. Wyróżniającym się elementem jest wieża zachodnia z jej widocznymi kondygnacjami. Wieża kościoła o wysokości 51 m, integralnie związana jest z korpusem kościoła, zbudowana na osi nawy głównej, w dolnej części zawiera przedsionek kościoła. 
W przeddzień poświęcenia nowej fary 16 sierpnia 1907, przeniesiono sprzęty i naczynia liturgiczne łącznie z obrazem Matki Bożej Szkaplerznej z klasztoru do nowej świątyni.
W dniu 16 sierpnia 1907 w święto Matki Bożej Szkaplerznej dokonano poświęcenia kościoła, a konsekracji świątyni, podczas wizytacji kanonicznej w dniach 19-21 maja 1911 dokonał ówczesny ordynariusz diecezji przemyskiej ks. bp. Józef Sebastian Pelczar. Parafia posiada akta parafialne od roku 1785. 